# Skala zdrowotności drzew Pacyniaka i Smólskiego

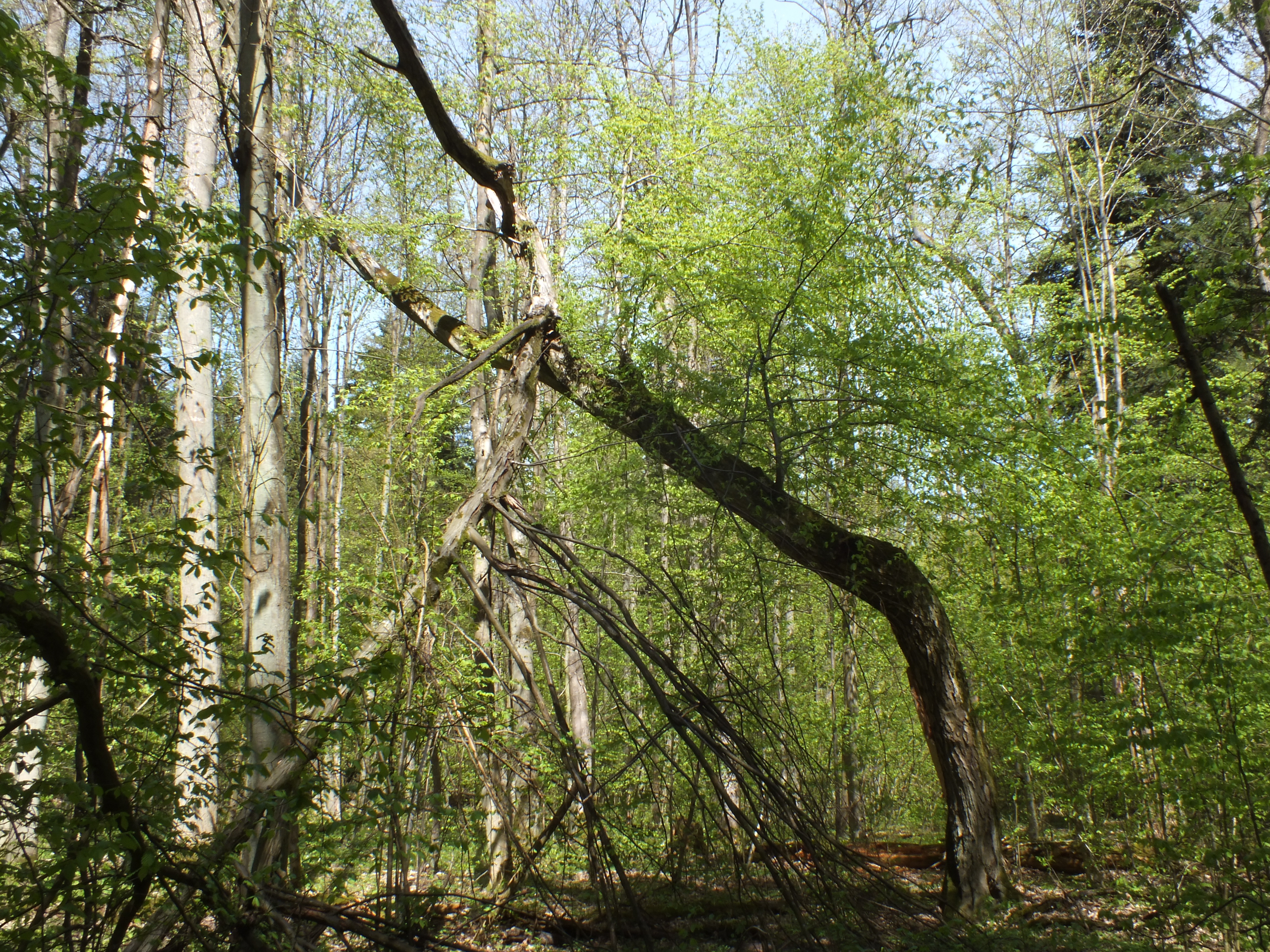
Martwe, stojące drzewo – stopień 5

Skala zdrowotności drzew Pacyniaka i Smólskiego – skala zdrowotności drzew z 1973, stosowana w Polsce. Autorami skali są Cezary Pacyniak i Stanisław Smólski.
Skala pozwala sklasyfikować dany egzemplarz drzewa zarówno pod względem obecności szkodników, jak również uszkodzeń, wad drewna, czy ubytków fizycznych. Posiada następujące stopnie:
- stopień 1 (I) – drzewa zupełnie zdrowe, bez żadnych ubytków i obecności szkodników,
- stopień 2 (II) – drzewa z częściowo obumierającymi, cieńszymi gałęziami w wierzchołkowych partiach korony, z obecnością szkodników, zarówno ze świata roślinnego, jak i zwierzęcego, występujących w nieznacznym stopniu (pojedyncze osobniki),
- stopień 3 (III) – drzewa, które mają w 50 procentach obumarłą koronę i kłodę lub strzałę, jak również zaatakowane w znaczącym stopniu przez szkodniki,
- stopień 4 (IV) – drzewa w 70 procentach z obumarłą koroną i kłodą albo strzałą i dużymi ubytkami tkanki drzewnej,
- stopień 5 (V) – drzewa mające w ponad 70 procentach obumarłą koronę i kłodę lub strzałę, z licznymi dziuplami, w tym także martwe[2][3].